# Aa (lawa)

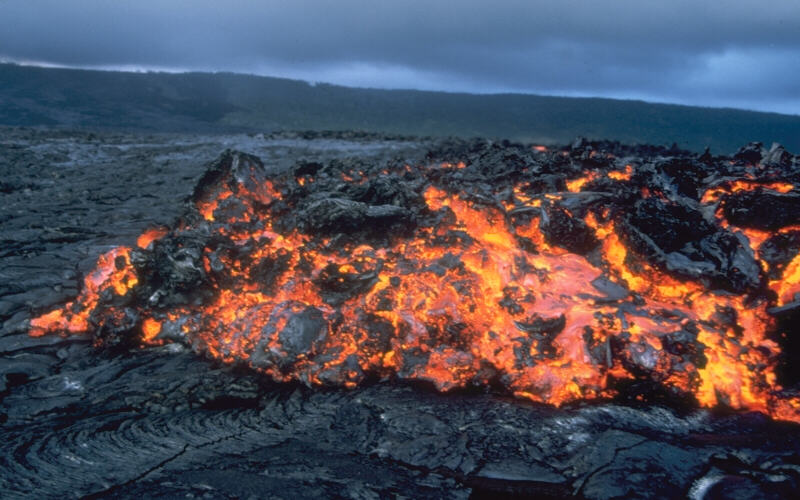
ʻAʻā na Kilauea (Hawaje)

Aa (haw. ʻaʻā [ʔəˈʔaː] „kamienna lawa”, ale też „palić się”, „płomień”) – jeden z głównych typów spływającej lawy. Aa jest lawą bazaltową charakteryzującą się chropowatą, poszarpaną powierzchnią. Charakter powierzchni wynika z tworzenia się w lawie rzadkich, ale dużych pęcherzy gazu, które oprócz tego w trakcie krzepnięcia lawy, przy jednoczesnym ruchu potoku lawowego, sprzyjają pękaniu lawy na duże bloki. Zazwyczaj temperatura tego typu lawy wynosi od 1000 do 1100 °C.
Nazwa aa pierwotnie związana była z lawami hawajskimi. Przeważnie jednak nazwą aa określa się wszelkie lawy tego typu, niezależnie od miejsca występowania. Na Islandii tego typu lawa nazywana jest apalhraun. Zbliżona wyglądem do lawy aa jest lawa blokowa, która ma jednak inny mechanizm powstawania bloczności oraz jest bardziej lepka.